# Gryon coracinum
Gryon coracinum är en stekelart som först beskrevs av Fouts 1927.  Gryon coracinum ingår i släktet Gryon och familjen Scelionidae. Inga underarter finns listade i Catalogue of Life.